# The Boxer's Omen
The Boxer's Omen (魔, Mó, Magic) s una pel·lícula de terror de Hong Kong de 1983 dirigida per Kuei Chih-Hung i produït per Shaw Brothers. De vegades es descriu com una seqüela de Bewitched (蠱) (1981), també dirigida per Chih-Hung.

## Argument
Chan Hung és un gàngster de Hong Kong i germà de Chan Wing, un boxejador de pes pesat. La pel·lícula s'obre durant un brutal combat de boxa entre Wing i el lluitador tailandès Bu Bo. Wing finalment guanya el combat, però en Bo li dona un cop de puny després que acabi la lluita, paralitzant Wing. Poc després, els líders de l'organització d'Hung són assassinats per gàngsters rivals. Hung és segrestat, però els seus captors són assassinats per l'aparició d'un monjo budista, i Hung comença a veure més visions religioses.
Wing demana a Hung que es vengi d'en Bu Bo, així que Hung viatja a Tailàndia i desafia a Bo a un combat. Visita un temple budista buscant informació sobre les seves visions, on se li informa que la seva vinguda va ser profetitzada per l'abat cap del temple, Qing Zhao, difunt. Un any abans, ell mateix Qing havia viatjat a Hong Kong per trencar una banda de mags negres, matant-ne un i alterant els rituals d'un altre. El segon mag va assassinar a Qing entrenant aranyes perquè el clavessin als ulls amb els seus agullons, matant-lo just quan estava a punt d'aconseguir la immortalitat. No obstant això, Qing ha mantingut la seva ànima amb els seus poders i va predir que un bessó seu d'una vida passada (Hung) arribaria tres mesos després de la seva mort corporal. Atrapat en el seu cos en descomposició, Qing demana a Hung que es converteixi en monjo, derroti els mags negres i l'ajudi a aconseguir la immortalitat. Després d'alguns dubtes, Hung accedeix.
Hung pren el nom de Baluo Kaidi i s'entrena en condicions àrdues. Finalment se li atorguen poders màgics i l'ordena com a caçador de màgia negra. Baluo desafia el mag que va matar Qing a un duel ritual; durant ell, neutralitza els diferents encanteris del mag i el mata brutalment. Baluo torna a Hong Kong i incompleix un dels principis dels seus vots monàstics mantenint sexe amb la seva xicota. Durant la lluita d'en Baluo amb en Bu Bo, els mags negres restants comencen una sèrie de ritus per venjar-se del monjo, creant finalment un guerrer no mort. Un dels encanteris insulta a Qing (i per tant a Baluo) durant el combat de boxa, desorientant a Baluo i gairebé permetent que Bu Bo guanyi. Tot i que Baluo domina en Bo, comença a veure visions infernals.
Baluo torna a Tailàndia per matar els mags restants, i ell i el seu professor extreuen un líquid que atorga invulnerabilitat d'una planta d'un temple abandonat. Durant la renovació dels seus vots, Baluo menteix quan se li pregunta si ha trencat el seu vot de castedat, provocant una reacció màgica i la seva expulsió del temple. Baluo demana ajuda a Qing, que revela que morirà en breu (matant a Baluo en el procés) tret que recuperi les cendres d'un dels sers passats de Qing, venerat com una relíquia a Nepal.
En Baluo viatja l monestir budista de Nador a Katmandú (en realitat es va filmar a Swayambhunath), on troba la relíquia custodiada per una sèrie de defenses màgiques. Consumeix la poció d'invulnerabilitat i supera les defenses quan és atacat pel guerrer no mort. Finalment, les cendres manifesten el seu propi poder, matant primer el guerrer no mort i després els mags negres restants. Quan Balou agafa les cendres, els agullons d'aranya es treuen dels seus ulls i es troba de nou al monestir de Tailàndia. Qing s'ha curat a si mateix i s'ha convertit en un ésser immortal amb una pell de cristall iridescent. Mentre els monjos es mouen per honrar a Qing, Baluo surt tranquil·lament del temple.

## Producció

### Efectes especials
Gordon Chan va ser membre de la unitat d'efectes especials de la pel·lícula.

## Estrena

### Re-estrenes
El 6 de maig de 2011, The Boxer's Omen es va projectar al Charles Theatre de Baltimore, Maryland, Estats Units, com a part del Festival de Cinema de Maryland de 2011. La projecció fou escollida i presentada pel grup Animal Collective.

### Mitjans domèstics
The Boxer's Omen va ser llançat en DVD per Image Entertainment el 21 de novembre de 2006.
Arrow Video havia d’estrenar la pel·lícula en Blu-ray com a part d'una caixa de 14 pel·lícules Shawscope: Volum 2, el desembre de 2022.

## Recepció

### Avaluacions retrospectives
Donald Guarisco d’AllMovie va donar a la pel·lícula una qualificació de dues estrelles i mitja sobre cinc, criticant les seves caracteritzacions com a simplistes i assenyalant que "la història comença a arrossegar-se una mica en el seu últim terç", però començant el final per la seva "orientació únicament budista sobre el concepte d'una batalla entre dos mags". També va escriure que la pel·lícula "ha tingut durant molt de temps una reputació d’indignació entre els addictes al terror i els aficionats al cinema asiàtic per igual. Els que no estiguin familiaritzats amb la pel·lícula estaran encantats de saber que la pel·lícula està realment a l'altura d'aquesta reputació […] En última instància, "The Boxer's Omen". "Pot ser una mica massa excèntrica i intensa per a alguns espectadors, però els aficionats al terror que busquen el seu equivalent a una "pel·lícula cap" adoraran aquesta pel·lícula per la seva singular barreja de xocs de pel·lícules de terror occidentals i misticisme asiàtic."
Jay Seaver de eFilmCritic.com va donar a la pel·lícula quatre de cada cinc estrelles, escrivint: "The Boxer's Omen semblen dues pel·lícules extremadament diferents fetes en una, com un personatge... No, aquesta metàfora no és del tot encertada, i no vaig a espatllar un dels moments de bogeria més al·lucinants que ofereix aquesta pel·lícula, tot i que probablement encara deixaria diverses desenes perquè l'espectador descobrís. És una pel·lícula francament estranya embolicada en quelcom convencional i gairebé sense relació, una bona pel·lícula de mitjanit com mai n'hi ha hagut."